# Route de l'Espoir
La route de l'Espoir – ou « Transmauritanienne » – est le plus important axe routier de Mauritanie. Traversant le sud du pays d'ouest en est sur environ 1 100 km, cette route bitumée, presque rectiligne relie la capitale Nouakchott à Néma, aux portes du Mali.
Elle dessert notamment les localités suivantes (d'ouest en est) : Nouakchott, Boutilimit, Aleg, Kiffa, Ayoun el-Atrouss, Timbedra et Néma. 

## Histoire

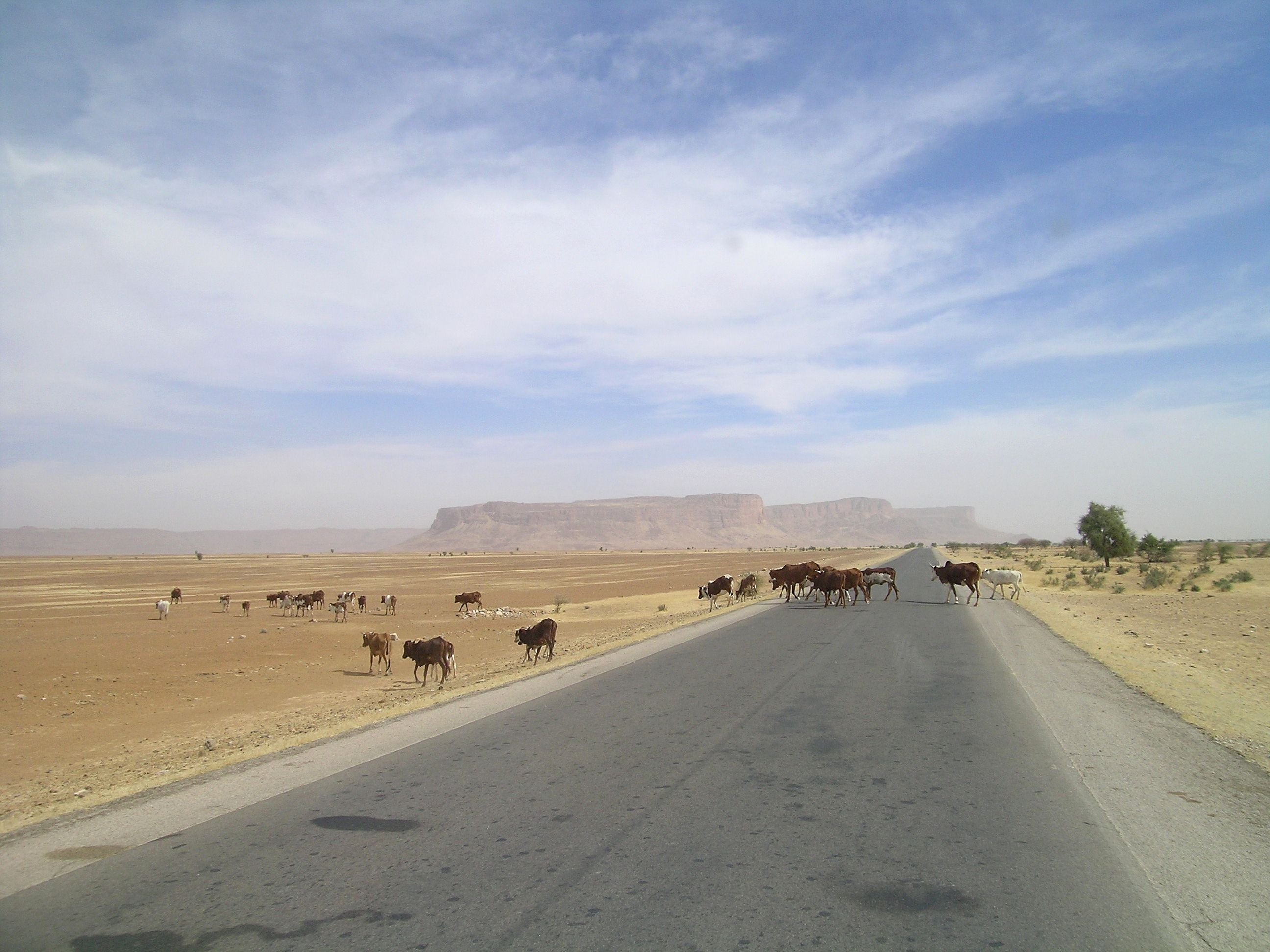
Bétail traversant la route de l'Espoir

Dans une interview au journal Al Bayane, l'ancien ministre Al-Hassani Ould Didi rappelle comment l'ancien président mauritanien Moktar Ould Daddah a obtenu un financement pour construire une route pavée reliant la capitale Nouakchott au reste des États de l'intérieur : les Européens ayant refusé de financer la route, Ould Daddah se dirige vers les pays arabes du Golfe.

### Accueil
Le ministre Ould Didi confirme que feu Cheikh Zayed bin Sultan Al Nahyan, que Dieu bénisse son âme, n'a pas déçu leurs espoirs. Après l'arrivée de la délégation présidentielle mauritanienne à Abou Dhabi fin avril 1974, feu Cheikh Zayed bin Sultan Al Nahyan, que Dieu bénisse son âme, les reçut avec beaucoup de chaleur et organisa pour eux une visite spéciale dans la ville d'Al Ain. Au cours de ses entretiens, il a été informé du dossier routier et s'est engagé auprès de la délégation mauritanienne en visite à contribuer efficacement à son financement. Il a également accepté l'invitation du président mauritanien de lui rendre visite dans les plus brefs délais.
Le ministre Ould Didi a ajouté qu'au cours des trois années de construction de la route, l'aide émiratie a continué d'arriver en Mauritanie jusqu'à ce que le plus grand tronçon de la route soit achevé, soit celui reliant la capitale, Nouakchott, à la ville de Kiffa. Au milieu du pays. Outre les Émirats arabes unis, plusieurs autres pays du Golfe ont contribué, ainsi que le Fonds arabe pour le développement. Le ministre Ould Didi a salué la position de feu Cheikh Zayed bin Sultan Al Nahyan, que Dieu bénisse son âme, demandant à Dieu de poursuivre son soutien généreux et son grand amour pour son peuple, ajoutant que cela s'est concrétisé par sa visite en Mauritanie quelques mois après Visite du président Mokhtar Ould Daddah aux Emirats, où son séjour s'est poursuivi. Trois jours durant lesquels il a été chaleureusement accueilli par le peuple et les dirigeants mauritaniens, que ce soit dans la capitale, Nouakchott, ou dans les villes de Nouadhibou et Chinguetti.

### Achèvement du projet
Le ministre Ould Didi a souligné que l'achèvement de la Route de l'Espoir est le projet le plus important réalisé en Mauritanie après l'indépendance, car il a brisé l'isolement de dizaines de villages et villes mauritaniens au sein de 6 États, dont les habitants souffraient de difficultés de communication avec l'extérieur Il a ajouté : « La situation dans les villes de l'intérieur s'est aggravée après la sécheresse qui a frappé le pays au début des années 70 du siècle dernier, mais la Route de l'espoir a contribué à alléger les souffrances des citoyens mauritaniens et a sauvé la vie de plusieurs d'entre eux, comme il est devenu possible de « livrer des marchandises et du matériel de base et de transporter des patients pour qu'ils soient soignés ».
Il est à noter que les Émirats arabes unis ont non seulement contribué à l'achèvement du premier tronçon de la route de l'espoir « Nouakchott-Kiffa », mais ont également décidé d'accorder un important prêt financier à son pays frère, la Mauritanie, en 1979, d'un montant de 40 millions de dirhams. Construire le deuxième tronçon qui relie les villes de Kiffa et de Nema à l'extrême est de la Mauritanie, s'étendant sur une distance de plus de 400 kilomètres.

### Relations historiques
L'analyste politique et écrivain mauritanien Abbadou Mohamed Amsebo a déclaré que les relations historiques entre les deux pays sont restées un modèle à imiter, grâce à l'attention particulière accordée par le père fondateur, Cheikh Zayed bin Sultan Al Nahyan, qui « Ce pays a occupé de nombreuses positions historiques qui resteront présentes dans son histoire.
https://www.albayan.ae/one-world/arabs/2019-07-29-1.3615852
Àl’indépendance de la Mauritanie en 1960, le projet de construction d’une route reliant la nouvelle capitale, Nouakchott, à l’est du pays est devenu un enjeu politique majeur (Feral, 1983). La construction de la route, dite «Route de l’Espoir», a commencé au début des années 70. Lorsqu’elle a été achevée, à Néma, au début
des années 80, elle couvrait 1 200 km et réalisait l’unification physique du pays, en désenclavant les six régions les plus riches au sens agricole et agropastoral
du terme. Environ 1 000 km de route se trouvent sur des sols d’origine éolienne.
L’existence de cette route et des points d’eau sur son parcours a favorisé un processus de sédentarisation des populations essentiellement nomades et une concentration des pressions humaine et animale sur un écosystème déjà fragilisé par la longue sécheresse des années 70 et 80, durant laquelle le déficit pluviométrique était de 40 à 50 pour cent (voir tableau 1). Les établissements humains ont eu plusieurs conséquences: destruction progressive du couvert végétal, mise en mouvement des sables et ensablement de la route, sur des endroits de plus en plus nombreux et des tronçons de plus en plus longs. En 1991, le tronçon Nouakchott-Boutilimit était ensablé sur plus de 60 pour cent de sa longueur.